# Батиашвили, Элизабет

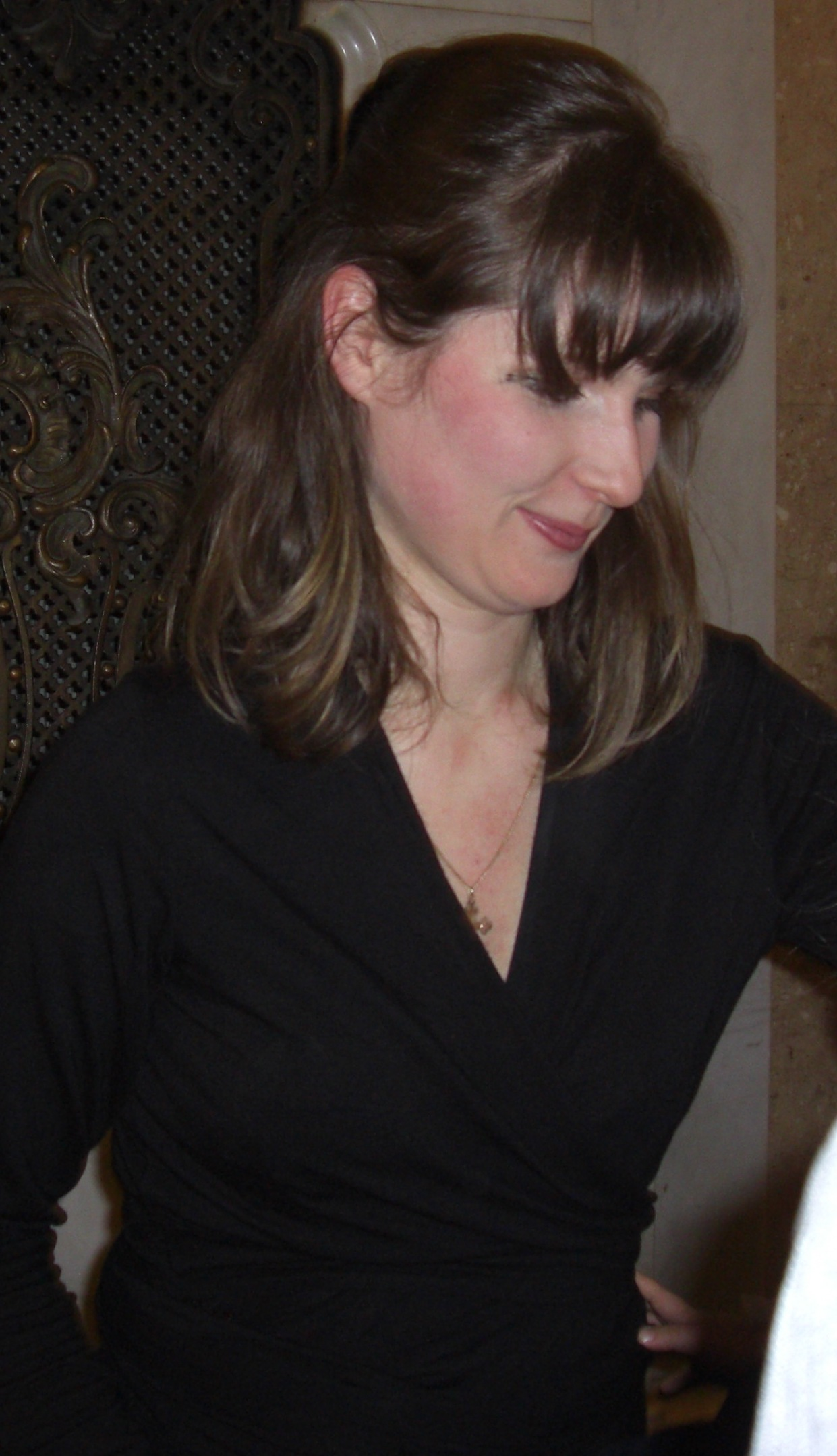
Лиза Батиашвили на концерте в Гамбурге, 2008

Элизабет Батиашвили (часто Лиза или Лизи Батиашвили, груз. ლიზა ბათიაშვილი, нем. Lisa Batiaschwili; род. 1979, Тбилиси) — немецкая скрипачка грузинского происхождения. Жена французского гобоиста Франсуа Лелё.

## Биография
Дочь скрипача и пианистки, начала заниматься музыкой под руководством своего отца. В 1991 г. вместе с семьёй переселилась в Германию. Училась в Гамбургской Высшей школе музыки у Марка Лубоцкого, затем в Мюнхене у Анны Чумаченко.
В 2001 г. выпустила первый альбом с произведениями Иоганна Себастьяна Баха, Франца Шуберта и Иоганнеса Брамса. Ею записаны также произведения Моцарта (вместе с Франсуа Лёлё), Бетховена, Сибелиуса, она исполняла сочинения Прокофьева и Шостаковича.

## Творческие контакты
Для Батиашвили написан скрипичный концерт Магнуса Линдберга, который она впервые исполнила в 2006 г. в Швеции и США. В 2008 в Лондоне вместе с мужем (в сопровождении 
Симфонического оркестра Би-Би-Си) исполнила посвященный им двоим концерт Гии Канчели Расколотая песня.

## Признание
В 1995 г. была удостоена второй премии на Международном конкурсе скрипачей имени Сибелиуса. За участие в Бетховенском фестивале в Бонне была удостоена Бетховенского кольца (2006). В 2009 году стала лауреатом Премии Академии Киджи.

## Дискография
1 февраля 2011 — Echoes of Time (Deutsche grammophon)
20 сентября 2013 - Thcaikovsky "Pathétique" Y. Nézet-Séguin, Lisa Batiashvili (Deutsche grammophon)
25 августа 2014 - BACH. Lisa Batiashvili (Deutsche grammophon)
8 сентября 2014 - Johannes Brahms. Violin concerto. Lisa Batiashvili, Staatskapelle Dresden,
Christian Thielemann (Deutsche grammophon)
4 Ноября 2016 - Thcaikovsky, Sibelius. Violin concertos. Lisa Batiashvili, Staatskapelle Dresden, Daniel Barenboim (Deutsche grammophon)
2 февраля 2018 - Visions of Prokofiev. Lisa Batiashvili. (Deutsche grammophon)
20 декабря 2019 - The white crow. Ilan Eshkeri, Lisa Batiashvili (Deutsche grammophon)
5 июня 2020 - City lights. Lisa Batiashvili, Katie Melua, Miloš, Till Brönner, Max Hornung, Rundfunk Sinfonie Orchester Berlin,
Georgia Philharmonic (Deutsche grammophon)

Примечания
1. ↑  საქართველოს ბიოგრაფიული ლექსიკონი (груз.) — 2001.
2. 1 2  Katalog der Deutschen Nationalbibliothek (нем.)
3. ↑  LISA BATIASHVILI Echoes of time — Catalogue — Deutsche Grammophon. Дата обращения: 21 мая 2011. Архивировано 1 февраля 2011 года.
4. ↑  Дискография Элизабет Батиашвили на сайте Deutsche Grammophon. Дата обращения: 19 мая 2020. Архивировано 31 октября 2020 года.